# Acacia deltoidea
Acacia deltoidea är en ärtväxtart som beskrevs av George Don jr. Acacia deltoidea ingår i släktet akacior, och familjen ärtväxter.

## Underarter
Arten delas in i följande underarter:
- A. d. ampla
- A. d. deltoidea